# Ieltsí (Kirjatx)
|  | Per a altres significats, vegeu «Ieltsí». |

Ieltsí (en rus: Ельцы) és un poble de l'óblast de Vladímir, a Rússia, segons el cens del 2010 tenia 589 habitants. Pertany al districte de Kirjatx.